# نیترات آلومینیوم تیتانیوم
نیترید آلومینیوم تیتانیوم(TiAlN) یا نیترید تیتانیوم آلومینیوم (AlTiN)؛ محتوی آلومینیوم بالاتر از 50 درصد) برای گروهی از پوششهای سخت پایدار فلزی متشکل از عناصر فلزی آلومینیوم و تیتانیوم و نیتروژن است. چهار ترکیب مهم (محتوی صد در صد فلز) در مقیاس صنعتی با استفاده از روش های رسوب دهی بخار فضایی ذخیره می شوند :
- Ti50Al50N (به صورت صنعتی توسط شرکت Kobe Steel ژاپن در سال 1992 معرفی گردید. [۱]
- Al55Ti45N (به صورت صنعتی توسط شرکت Metaplas (با نام کنونی Sulzer Metaplas) در سال 1999 معرفی گردید. [۲]

دلایل اساسی این که چرا پوشش های TiAlN نسبت به پوشش های تیتانیوم نیترید (TiN) کاربرد بیشتری دارند عبارت است از:
- افزایش مقاومت اکسیداسیون در دمای بالا به دلیل تشکیل لایه اکسید آلومینیوم محافظ در سطح
- افزایش سختی درلایه های تجدید شده به علت تغییر ساختار میکرو ساختار و سخت شدن محلول جامد
- پیرسختی پوشش ها در دماهای مرسوم در عملیات های مربوط ابزارهای برش به علت تجزیه اسپینودال( تجزیه به دو فاز مجزای) TiAlN به TiN و ALN مکعبی. [۳]

پدیده پیرسختی نشان داده شده است که عدم سازگاری در ساختار الکترونیکی مکانیکی کوانتومی منجربه ایجاد TiN و AlN شده است. 
پوشش ها عمدتاً توسط رسوب قوس کاتدی و یا اسپکترومغناطیسی مگنترون رسوب گذاری می شوند . با وجودی که بیشتر پوشش های TiAlN و AlTiN به طور صنعتی به هدف آلیاژسازی با درصد مشخصی از آلومینیوم و تیتانیوم درهم آمیخته شده اند، ساخت پوشش TiAlN با استفاده از Al ,Tiخالص با روش رسوب قوس کاتدی انجام می پذیرد. پوشش های TiAlN و AlTiN از Al خالص و Tiخالص توسط رسوب قوس کاتدیک توسط NanoShield PVD تایلند از سال 1999 به طور صنعتی تولید شده است. با استفاده از تکنولوژی با اهداف جداگانه، امکان انعطاف پذیری بیشتر در مورد ساختار و ترکیب پوشش وجود دارد.
خواص Al66Ti34N عبارتند از:
- سختی ویکرز Hv 2600 تاHv 3300.

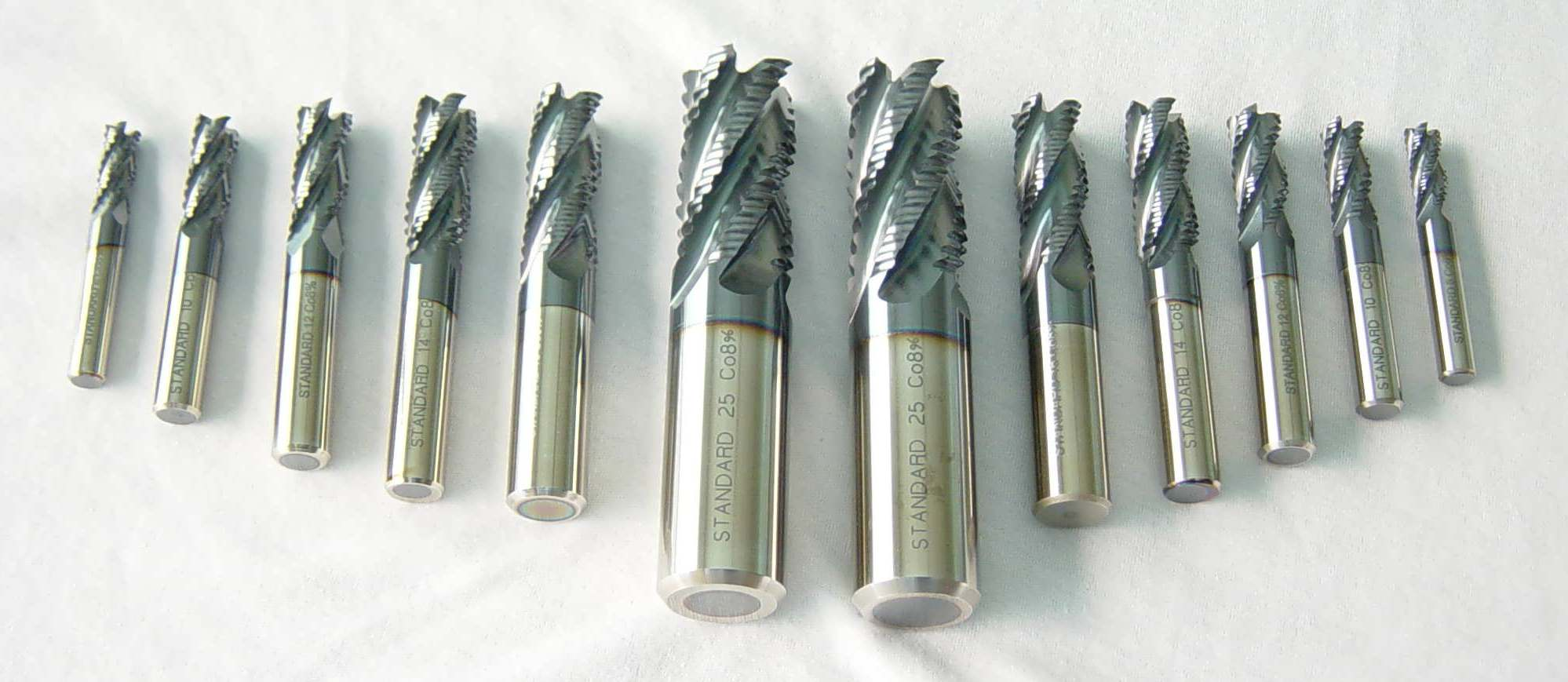
پوشش دهی ابزارهای فرز سرتخت با استفاده از نیترات آلومینیوم تیتانیوم با تکنولوژی پی وی دی

- پوشش دهی ابزارهای فرز سرتخت با استفاده از نیترات آلومینیوم تیتانیوم با تکنولوژی پی وی دیپایداری فازی ca. 850 درجه سانتی گراد، شروع تجزیه به AlN + TiN .
- اکسیداسیون شدید در حدود 800 درجه سانتیگراد (حدود 300 درجه سانتیگراد بالاتر ازTiN) شروع می شود.
- هدایت الکتریکی و حرارتی کمتر از TiN .
- ضخامت پوشش مرسوم ca (μm1تا μm 7 )

یک نوع پوشش تجاری که برای بهبود مقاومت سایش ابزارهای کاربید تنگستن استفاده می‌شود AlTiN-Saturn است که از فاز پایدار فلزی سولفور ایجاد گردیده است. 
پوشش ها گاهی اوقات با حداقل یکی از عناصر کربن، سیلیکون، بور و اکسیژن به دست می آیند تا خواص مطلوب برای کاربردهای خاص را بهبود بخشند. این پوشش ها همچنین برای ایجاد سیستم های چند لایه استفاده می شوند. به عنوان مثال، آنها را می توان در ترکیب با TiSiXN مورد استفاده قرار داد ( مانند بهره گیری از آنهایی که در خانواده پوشش Mpower از فاز پایدار فلزی سولفور قرار دارند). از انواع پوشش های ذکر شده در متن فوق برای محافظت از ابزارها از جمله ابزارهای ویژه در کاربردهای پزشکی استفاده می شود. آنها همچنین به عنوان پوشش تزئینی استفاده می شود.
یکی از مشتقات فناوری پوشش TiAlN نانوکامپوزیت های TiAlSiNهستند (نیترید سیلیکون آلومینیوم تیتانیوم)، که توسط SHM در جمهوری چک توسعه داده شده و در حال حاضر توسط Platit از سوئیس به بازار عرضه می گردد. پوشش TiAlSiN نانوکامپوزیتی دارای سختی فوق العاده و کارایی بالا تا درجه حرارت های بالا است.